# Francesco Banterle
Francesco Giuseppe Maria Banterle (Milano, 13 dicembre 1886 – Verona, 4 febbraio 1972) è stato un architetto italiano.

## Biografia

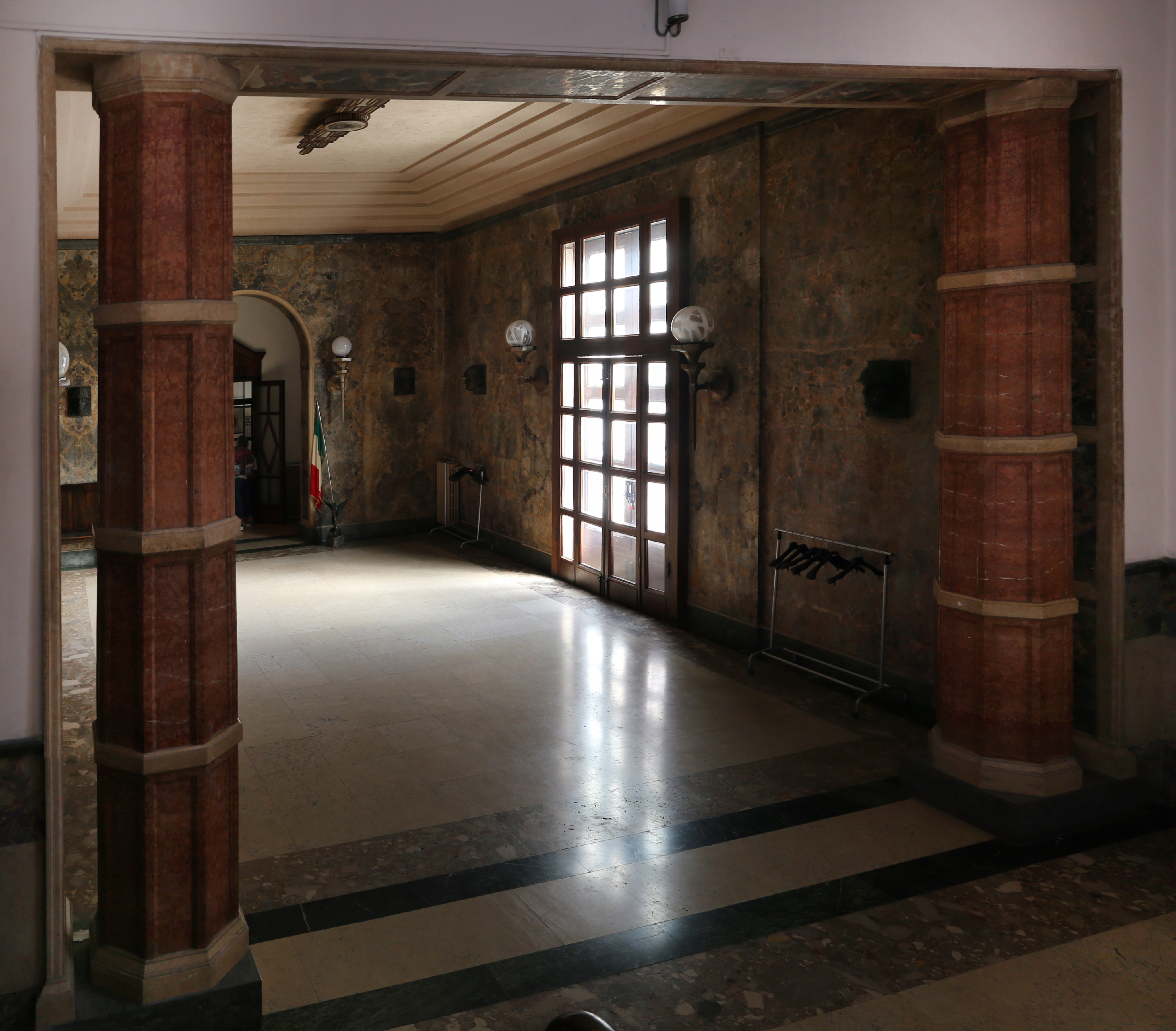
L'atrio della Casa del Mutilato di Verona

Francesco Banterle si diploma in Architettura al Regio Istituto Superiore di Belle Arti di Bologna nel 1916 ed è già attivo prima della iscrizione nel 1928 all'albo degli architetti di Verona. Dagli anni venti sino alla metà del Novecento è il professionista prediletto del clero e della borghesia veronesi. È autore di molte ville e palazzetti in borgo Venezia, borgo Trento, borgo Milano e borgo Roma, espressioni dell'espansione urbana di Verona di quegli anni.
Già dalla seconda metà degli anni Venti coniuga il linguaggio modernista, che poi abbandona progressivamente, con stilemi della tradizione classicista locale. Negli stessi anni si occupa anche di restauro e ripristino di edifici storici del centro cittadino.
Tra la metà degli anni Venti e la fine degli anni Quaranta gli vengono affidati progetti di recuperi di edifici pubblici. È suo il progetto del 1925, mai realizzato, di sistemazione della facciata del medievale palazzo comunale su piazza delle Erbe. Tra il 1924 e il 1930 è impegnato nella ricostruzione dei principali edifici nell'area del demolito ghetto storico, per il quale aveva redatto il piano urbanistico e dove realizza, tra il 1928 e il 1930, il complesso del Superpalazzo e del Supercinema, elemento fuori scala rispetto al tessuto edilizio del centro.
Vince il concorso indetto nel 1931 per la costruzione della casa del Mutilato, terminata nel 1934. Nello stesso anno partecipa al concorso per il palazzo Littorio a Roma con l'architetto Marcello Guarienti e il fratello scultore Ruperto Banterle. 
Nel secondo dopoguerra si dedica soprattutto all'edilizia privata della città scaligera con progetti di sistemazione che si scontrano con le mutate linee di salvaguardia storico ambientali. Le ultime opere, fuori dal centro cittadino, sono più sobrie e funzionali. 
La sua produzione rispecchia l'evoluzione dell'architettura veronese nella prima metà del Novecento, dall'esordio con la realizzazione della palazzina direzionale della Galtarossa spa in stilemi tardo liberty decò (1921) e del Dopolavoro ferroviario, con annessa biblioteca, dell'Unione cooperativa ferrovieri in via XX settembre. Riferibili al primo periodo sono anche alcune abitazioni private: Villa Ongaro (1923), il Palazzetto Brazzaleni in via Prato Santo (1925) realizzato in collaborazione con l'ing. Bruno Ridolfi con un'alta zoccolatura a bugne diamante che può essere considerata emblematica dello stile di Banterle. 
Nell'ambito delle collaborazioni professionali, Banterle lega il suo nome all'ingegnere Pollettini nei progetti per la casa Dusi in via San Vitale con  (1925) e per il ripristino della casa Corrà-Rizzi in via Sottoriva (nel 1919 la prima proposta e nel 1927 la realizzazione). Con l'architetto Marcello Guarienti, oltre al già citato concorso per il palazzo Littorio, si occupa del progetto di ampliamento della casa "Buoni Fanciulli" a San Zeno in Monte (1936) e la sopraelevazione di casa Sersante in via Duomo (1937).
È stato inoltre terziario francescano e autore di molti edifici religiosi. Il suo nome è legato a numerosi edifici parrocchiali del quartiere Pindemonte di Verona (1930-1933) e di Pazzon di caprino Veronese (1934), alla ricostruzione della chiesa di S. Maria Immacolata a Verona (1946); alla chiesa di San Giovanni Calabria e alla croce "Buoni Fanciulli" a San Zeno in Monte (1934); all'ampliamento della chiesa medievale di S. Elisabetta a Grezzana (1946-1947). 
Nel secondo dopoguerra si dedica soprattutto all'edilizia privata, con interventi caratterizzati da soluzioni sobrie e funzionali, quali il condominio Lonardi in lungadige Rubele (1954), l'edificio Ravasi (1955) in località Castel San Pietro, gli edifici Fratton (1956) e Faccioli  (1957).

## Archivio
Il fondo Francesco Banterle è conservato presso la sua abitazione privata.
Lo studio di architettura di Francesco Banterle ha avuto sede a Verona dapprima in via S. Vitale e successivamente a Palazzo Miniscalchi-Erizzo. In seguito all'istituzione della Fondazione Miniscalchi Erizzo negli anni Sessanta del Novecento, lo studio è stato liberato, una parte dei materiali sono stati trasferiti al suo domicilio, ma la gran parte è andata dispersa.
Il residuo dell'archivio professionale è costituito quasi esclusivamente da fotografie, tutte in bianco e nero di formato diverso, relative a progetti realizzati e non, tra cui la Casa del Mutilato, il Supercinema, le Officine Galtarossa, alcuni interventi di committenza privata (in particolare residenze e tombe di famiglia), gli interni del Dopolavoro ferroviario, il Palazzo per Pattinaggio, il progetto per la Casa del littorio, l'Arcone in corso Cavour, il piano urbanistico per la riorganizzazione del ghetto, il progetto di Via Coni Zugna, alcuni edifici religiosi in Verona e territorio, negativi riferibili all'area della Sinagoga, diplomi e cartigli dedicati a vari personaggi.
Si conservano dodici tavole di progetto (di cui nove acquarellate) ancora incorniciate: tra questi si riconoscono un edificio termale non identificato, la chiesa parrocchiale di Lonigo, la chiesa di S. Teresa, la tomba monumentale della famiglia Marelli.
È presente anche un piccolo nucleo di documenti personali, tra cui atti anagrafici e il diploma di abilitazione all'insegnamento del disegno architettonico.